# Manihot rubricaulis
Manihot rubricaulis är en törelväxtart som beskrevs av Ivan Murray Johnston. Manihot rubricaulis ingår i släktet Manihot och familjen törelväxter.

## Underarter
Arten delas in i följande underarter:
- M. r. isoloba
- M. r. rubricaulis